# Alfred Gough
Alfred Gough (Leonardtown, Maryland, 22 de agosto de 1967) é um roteirista e produtor estadunidense.
Ele graduou-se na St. Mary’s Ryken High School em 1985 e na The Catholic University of America em 1989, além do mais absolveu a USC School of Cinematic Arts.

## Lista de trabalhos
Do seu curriculum, tanto para televisão, como para cinema, constam:
- The Mummy - Tomb of the Dragon Emperor (2008)
- Lethal Weapon 4 (1998)
- Made Men (1999)
- Shanghai Noon (2000)
- Showtime (2002)
- Shanghai Knights (2003)
- Spider-Man 2 (2004)
- Smallville (2001-2004).
- The Shannara Chronicles (2016)